# Fawzia Farúk Egyptská
Princezna Fawzia (arabsky: الأميرة فوزية) (7. dubna 1940 – 27. ledna 2005) byla druhá dcera krále Farúka I. Egyptského a jeho první manželky královny Faridy.

## Nemoc a smrt
V roce 1995 byla Fawzie diagnostikována roztroušená skleróza, kvůli níž ochrnula a byla upoutána na lůžko. Zemřela 27. ledna 2005 v Lausanne ve věku 64 let. Její tělo bylo letecky převezeno do Káhiry, kde byla 30. ledna pohřbena v mešitě Al-Rifa'i, jak velí tradice pro členy egyptské královské rodiny.